# Gynoplistia (Gynoplistia) octofasciata
Gynoplistia (Gynoplistia) octofasciata is een tweevleugelige uit de familie steltmuggen (Limoniidae). De soort komt voor in het Oriëntaals gebied.